# Shokaku (schip, 1941)

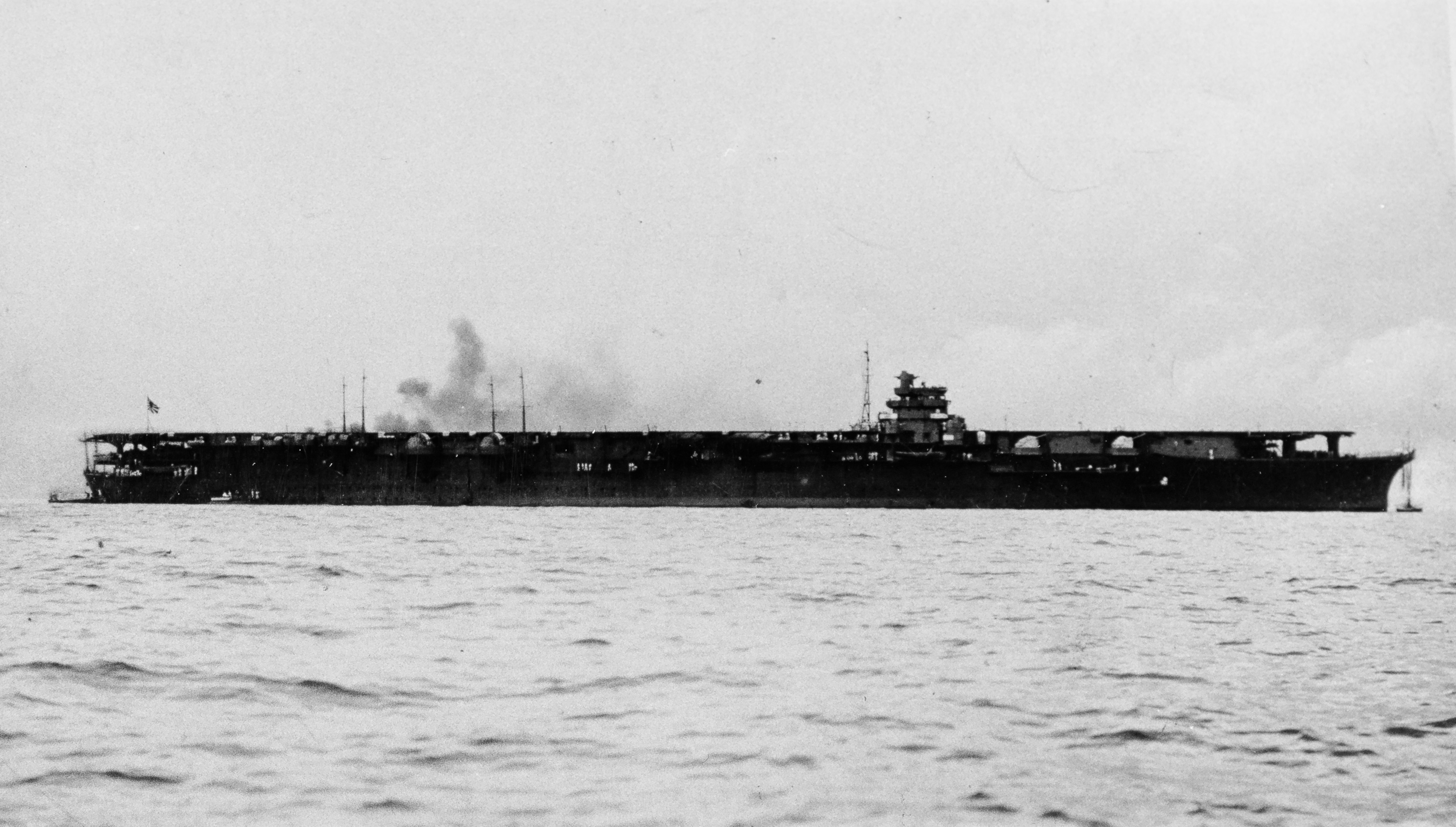
De Shōkaku

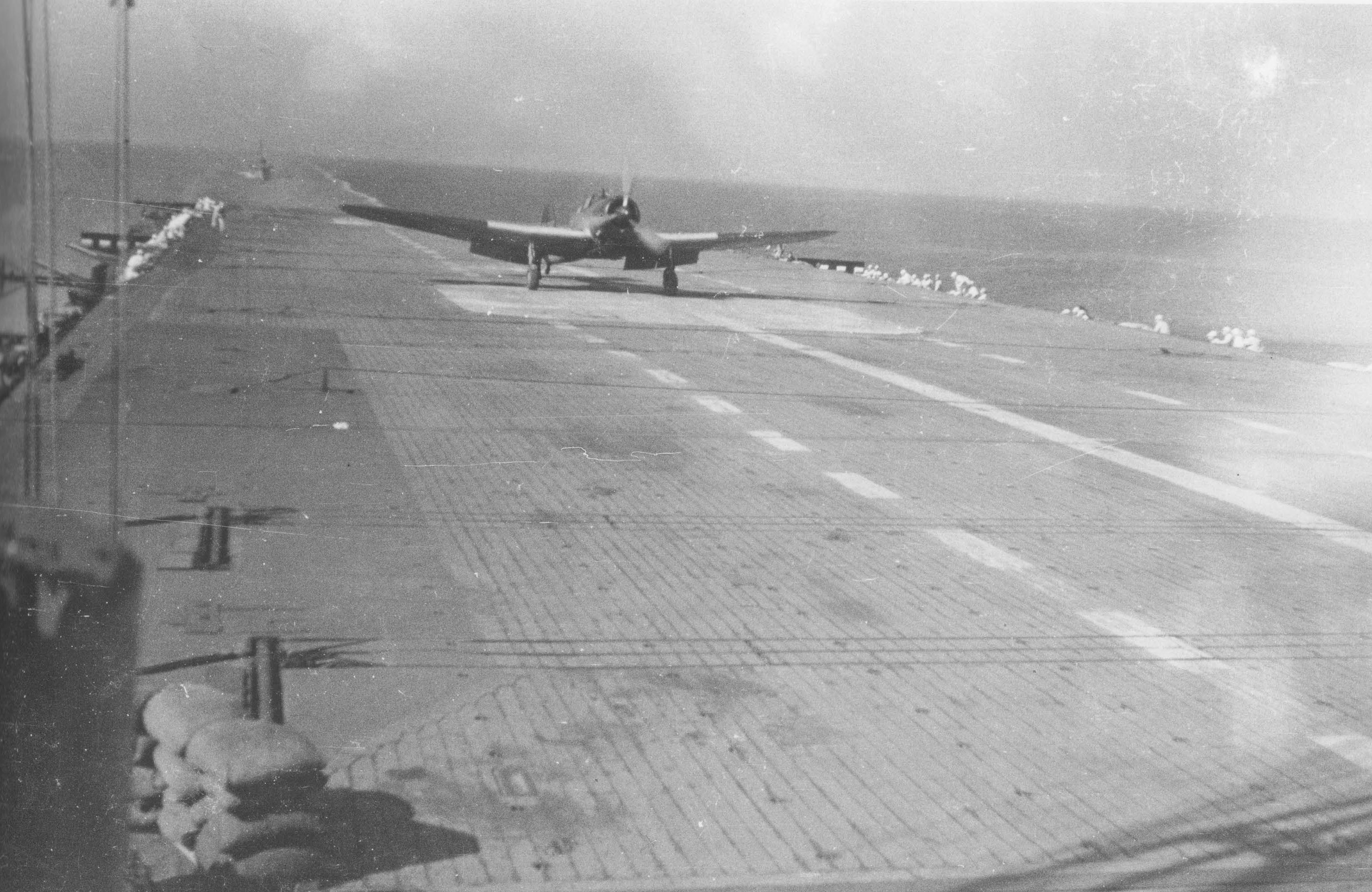
Maart 1943

De Shokaku (Japans: 翔鶴, shōkaku) was een Japans vliegdekschip tijdens de Tweede Wereldoorlog.

## Geschiedenis
De Shokaku werd door de Japanse Keizerlijke Marine in dienst gesteld op 8 augustus 1941. Ze vormde samen met het zusterschip de Zuikaku de 5e Japanse vliegdekschipdivisie.
Samen met de vliegdekschepen Akagi, Kaga, Hiryu, Soryu en Zuikaku nam het schip deel aan de verrassingsaanval op Pearl Harbor op 7 december 1941. Daarna volgde deelname aan operaties tegen Nederlands-Indië en Ceylon. Tijdens de Slag in de Koraalzee, de eerste slag tussen vliegdekschepen, op 8 mei 1942 werd de Shokaku door bommenwerpers van de Amerikaanse vliegdekschepen USS Yorktown (CV-5) en USS Lexington (CV-2) zwaar beschadigd. Tijdens een van de volgende operaties werd het schip opnieuw beschadigd in de Zeeslag bij de Santa Cruz-eilanden, ditmaal door bommenwerpers van het Amerikaanse vliegdekschip USS Hornet (CV-8). Tijdens de laatste operatie, een tegenaanval op de Amerikaanse invasievloot bij de Marianeneilanden, werd het schip vlak voor de Slag in de Filipijnenzee op 19 juni 1944, door torpedo's van de Amerikaanse onderzeeboot USS Cavalla (SS-244) getroffen. De Shokaku zonk waarbij 1.263 manschappen omkwamen op 140 kilometer ten noorden van het eiland Yap.

## Shokaku
- Type: Japans vliegdekschip
- Zusterschip: Zuikaku
- Gebouwd: 12 december 1937
- Te water gelaten: 1 juni 1939
- In dienst gesteld: 8 augustus 1941
- Gezonken: Tot zinken gebracht door Amerikaanse onderzeeër USS Cavalla (SS-244) op 19 juni 1944

### Technische gegevens
- Lengte: 257,50 meter
- Breedte: 26 meter
- Diepgang: 8,90 meter
- Waterverplaatsing: 30.000 ton
- Vermogen: Kanpon geschakelde stoomturbines - 8 stoomketels - 160.000 pk (119 MW) - 4 schroeven
- Snelheid: 35,6 knopen (63,9 km/h)
- Reikwijdte: 9.700 zeemijl aan 18 knopen (18.000 km aan 33 km/h)
- Bemanning: 1.680 manschappen

## Bewapening
- Vliegtuigbestand: 72(+12) vliegtuigen
- 16 x 5-inch (127-mm) kanonnen
- 36 (laatst 96) x 25-mm luchtdoelkanonnen